# 맥토
《맥토》(脈土)는 1982년 5월 21일부터 5월 22일까지 조미 수호 통상 조약 100주년을 기념하여 방송된 3부작 한국방송공사 1TV 특집드라마이다.
1부인 〈서기 1882년 5월 22일〉은 5월 21일 밤 9시부터 11시 50분까지, 2부인 〈나의 사랑 한반도야〉는 5월 22일 밤 9시부터 10시 25분까지, 3부인 〈무궁화, 그리고 자유의 여신〉은 5월 22일 밤 10시 25분부터 11시 50분까지 방송되었다. 조선 시대에 개화 사상에 눈을 뜨고 미국으로 이민을 떠난 한인 김한봉의 행적을 소재로 하고 있다.

## 제작진
- 연출: 이유황
- 극본: 이철향

## 출연진
- 유지인
- 노주현
- 한진희
- 문오장
- 정동환
- 김흥기
- 주현
- 황정아
- 임혁주
- 민지환